# Westmorland (circonscription provinciale)
 (septembre 2024).
Si vous disposez d'ouvrages ou d'articles de référence ou si vous connaissez des sites web de qualité traitant du thème abordé ici, merci de compléter l'article en donnant les références utiles à sa vérifiabilité et en les liant à la section « Notes et références ».
Pour les articles homonymes, voir Westmorland (homonymie).
Ne doit pas être confondu avec Westmorland (circonscription fédérale).
Westmorland est une des huit circonscriptions électorales provinciales originelles du Nouveau-Brunswick, correspondant au territoire du comté de Westmorland. La circonscription a été créée en 1785 et abolie en 1973. Comme il s'agissait d'un scrutin plurinominal majoritaire, quatre candidats pouvaient être élus à la même élection.

## Liste non exhaustive des députés successifs
- Charles Black, (1883-1886)
- Ambroise Richard, conservateur, (1895-1899)
- Siméon Melanson, libéral, (1935-1939)
- Édouard Léger, libéral, (1939-1948)
- Cléophas Léger, libéral, (1952-1974)

| Législature | Années    | Député           | Parti        | Député                 | Parti        | Député                  | Parti        | Député                | Parti        |
| ----------- | --------- | ---------------- | ------------ | ---------------------- | ------------ | ----------------------- | ------------ | --------------------- | ------------ |
| 1re         | 1786-1792 | Amos Botsford    | Indépendant  | Charles Dixon          | Indépendant  | Samuel Gay              | Indépendant  | Andrew Kinnear        | Indépendant  |
| 2e          | 1793-1795 | Amos Botsford    | Indépendant  | Thomas Chandler        | Indépendant  | William Black           | Indépendant  | Thomas Dixson         | Indépendant  |
| 3e          | 1795-1802 | Amos Botsford    | Indépendant  | Samuel Gay             | Indépendant  | Ralph Siddall           | Indépendant  | Thomas Dixson         | Indépendant  |
| 4e          | 1802-1809 | Amos Botsford    | Indépendant  | Benjamin Wilson        | Indépendant  | James Easterbrooks      | Indépendant  |                       |              |
| 5e          | 1809-1812 | Amos Botsford    | Indépendant  | Titus Knapp            | Indépendant  | James Easterbrooks      | Indépendant  | John Chapman          | Indépendant  |
|             | 1813-1816 | William Botsford | Indépendant  | Titus Knapp            | Indépendant  | James Easterbrooks      | Indépendant  | John Chapman          | Indépendant  |
| 6e          | 1817-1819 | William Botsford | Indépendant  | Rufus Smith            | Indépendant  | James Easterbrooks      | Indépendant  | John Chapman          | Indépendant  |
| 7e          | 1820      | William Botsford | Indépendant  | Rufus Smith            | Indépendant  | James Easterbrooks      | Indépendant  | Joseph Crandall       | Indépendant  |
| 8e          | 1821-1823 | William Botsford | Indépendant  | Rufus Smith            | Indépendant  | Benjamin Wilson         | Indépendant  | Joseph Crandall       | Indépendant  |
|             | 1823-1824 | William Botsford | Indépendant  | Rufus Smith            | Indépendant  | Benjamin Wilson         | Indépendant  | Malcolm Wilmot        | Indépendant  |
|             | 1824-1827 | William Crane    | Indépendant  | Rufus Smith            | Indépendant  | Benjamin Wilson         | Indépendant  | Malcolm Wilmot        | Indépendant  |
| 9e          | 1827-1830 | William Crane    | Indépendant  | Edward Barron Chandler | Indépendant  | Philip Palmer           | Indépendant  | Robert Scott          | Indépendant  |
| 10e         | 1831-1834 | William Crane    | Indépendant  | Edward Barron Chandler | Indépendant  | Rufus Smith             | Indépendant  | Robert Scott          | Indépendant  |
| 11e         | 1835-1837 | William Crane    | Indépendant  | Edward Barron Chandler | Indépendant  | Philip Palmer           | Indépendant  | Daniel Hanington      | Indépendant  |
| 12e (en)    | 1837-1842 | William Crane    | Indépendant  | William Wilson         | Indépendant  | Philip Palmer           | Indépendant  | Daniel Hanington      | Indépendant  |
| 13e         | 1843-1846 | John Smith       | Indépendant  | William Hazen Botsford | Indépendant  | Philip Palmer           | Indépendant  | Daniel Hanington      | Indépendant  |
| 14e         | 1847-1850 | William Wilson   | Indépendant  | William Hazen Botsford | Indépendant  | Amand Landry            | Indépendant  | Daniel Hanington      | Indépendant  |
| 15e         | 1851-1853 | William Crane    | Indépendant  | Bliss Botsford         | Indépendant  | Robert B. Chapman       | Indépendant  | Daniel Hanington      | Indépendant  |
|             | 1853-1854 | Amand Landry     | Indépendant  | Bliss Botsford         | Indépendant  | Robert B. Chapman       | Indépendant  | Daniel Hanington      | Indépendant  |
| 16e         | 1854-1856 | Amand Landry     | Indépendant  | Albert James Smith     | Libéral      | James Steadman          | Indépendant  | Daniel Hanington      | Indépendant  |
| 17e         | 1856-1857 | Amand Landry     | Indépendant  | Albert James Smith     | Libéral      | Bliss Botsford          | Indépendant  | Robert K. Gilbert     | Indépendant  |
| 18e         | 1857-1861 | James Steadman   | Indépendant  | Albert James Smith     | Libéral      | Bliss Botsford          | Indépendant  | Robert K. Gilbert     | Indépendant  |
| 19e         | 1862-1865 | James Steadman   | Indépendant  | Albert James Smith     | Libéral      | Amand Landry            | Indépendant  | William J. Gilbert    | Indépendant  |
| 20e         | 1865-1866 | Bliss Botsford   | Indépendant  | Albert James Smith     | Libéral      | Amand Landry            | Indépendant  | William J. Gilbert    | Indépendant  |
| 21e         | 1866-1867 | Bliss Botsford   | Indépendant  | Albert James Smith     | Libéral      | Amand Landry            | Indépendant  | Angus McQueen         | Indépendant  |
|             | 1867-1870 | Bliss Botsford   | Indépendant  | Joseph Lytle Moore     | Indépendant  | Amand Landry            | Indépendant  | Angus McQueen         | Indépendant  |
| 22e         | 1870-1871 | Bliss Botsford   | Indépendant  | Joseph Lytle Moore     | Indépendant  | Pierre-Amand Landry     | Conservateur | Angus McQueen         | Indépendant  |
|             | 1871-1874 | Bliss Botsford   | Indépendant  | John A. Humphrey       | Indépendant  | Pierre-Amand Landry     | Conservateur | Angus McQueen         | Indépendant  |
| 23e         | 1875-1878 | Edward J. Smith  | Libéral      | John A. Humphrey       | Indépendant  | Thomas Pickard          | Libéral      | Angus McQueen         | Indépendant  |
| 24e         | 1879-1882 | Amasa E. Killam  | Conservateur | Pierre-Amand Landry    | Conservateur | Daniel Lionel Hanington | Conservateur | Joseph Laurence Black | Indépendant  |
| 25e         | 1883-1886 | Charles Black    | Conservateur | Pierre-Amand Landry    | Conservateur | Daniel Lionel Hanington | Conservateur | John A. Humphrey      | Conservateur |